# Ustępne
Ustępne – polana na zachodnim grzbiecie Gorca, na wysokości 920–980 m n.p.m.
Przed II wojną światową istniało tutaj (podobnie jak na pobliskich polanach Stawieniec, Gorc Kamienicki oraz Bieniowe) doświadczalne gospodarstwo hodowli bydła prowadzone przez Małopolskie Towarzystwo Rolnicze. W 1935 w ciągu 30 dni wybudowano na polanie oborę i pomocnicze pomieszczenia. Prace doświadczalne przerwał wybuch wojny. Budynek był wykorzystywany w czasie wojny przez partyzantów i jako jedyny niezniszczony przetrwał wojnę (inne zostały spalone przez Niemców, by nie kryli się w nich partyzanci). Na początku lat 60. spłonął w wyniku podpalenia, podpalaczy nie udało się znaleźć.
Przez polanę nie prowadzą żadne szlaki turystyczne. Znajduje się na obszarze Gorczańskiego Parku Narodowego w granicach wsi Zasadne w województwie małopolskim, w powiecie limanowskim, w gminie Szczawa.

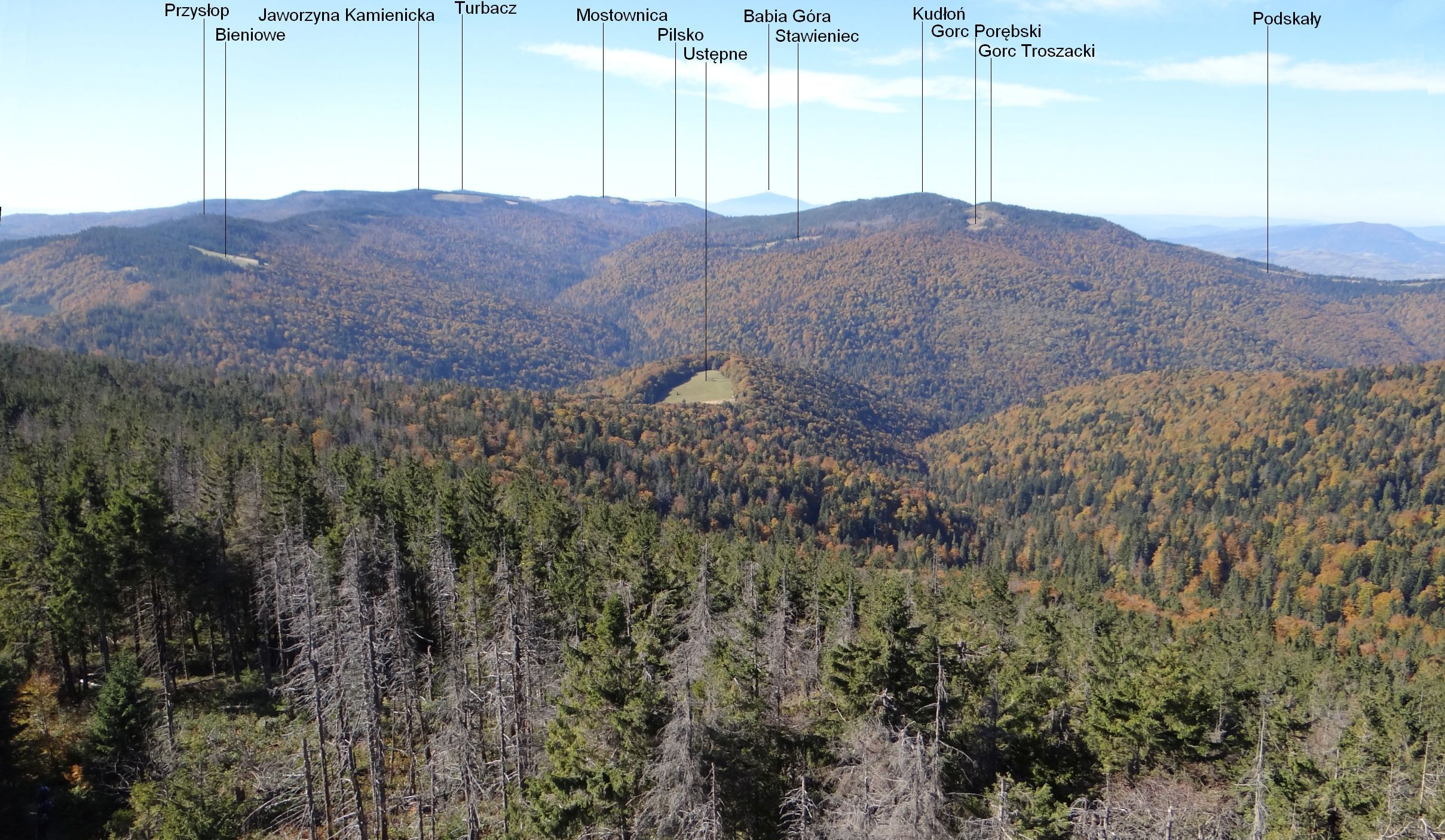
Widok z wieży widokowej na Gorcu